# Общероссийский народный фронт
Общероссийское общественное движение «Народный фронт „За Россию“» (Народный фронт) или Общероссийский народный фронт (ОНФ) — коалиция общественно-политических организаций, общественно-политическое движение, созданное в мае 2011 года по предложению председателя Правительства России Владимира Путина как «объединение на равных» разнонаправленных политических игроков с целью продвижения России вперёд совместными усилиями.
Главными задачами ОНФ были названы контроль за исполнением указов и поручений Президента России, борьба с коррупцией и расточительством, неэффективными тратами государственных средств, вопросы повышения качества жизни и защиты прав граждан.
За поддержку вторжения России на Украину ОНФ находится в санкционных списках всех стран Евросоюза и некоторых других стран.

## История
Общероссийский народный фронт был создан по инициативе премьер-министра России Владимира Путина. Предложение о его создании прозвучало 6 мая 2011 года на межрегиональной конференции партии «Единая Россия» в Волгограде. Он отметил в своём выступлении:
Такая форма объединения усилий всех политических сил применяется в разных странах и разными политическими силами — и левыми, и правыми, и патриотическими, — это инструмент объединения близких по духу политических сил. Мне бы хотелось, чтобы и партия, и другие партии, и общественные организации, чтобы все люди, которые объединены стремлением улучшать жизнь страны. Это объединение может называться «Общероссийский народный фронт»
7 мая 2011 года на встрече Владимира Путина с деятелями общественных организаций в Ново-Огарёве был создан координационный совет Общероссийского народного фронта. Во встрече участвовали представители «Опоры России», РСПП, ФНПР, «Деловой России», «Союза пенсионеров России», «Молодой гвардии „Единой России“», Совета общероссийской общественной организации ветеранов ВС России, межрегиональной общественной организации автомобилистов «Свобода выбора», «Российского союза ветеранов Афганистана», «Союза транспортников России», «Союза женщин России» и других организаций, в том числе региональных — «Союз аграриев», «Татарстан — Новый век». В ходе встречи Владимир Путин так обозначил ключевые направления деятельности ОНФ:
Нам нужно ускоренно обезвредить заложенную Лениным мину под СССР, нам нужно переводить на инновационные рельсы экономику и при этом эффективно и справедливо решать социальные задачи — вот это два основных побудительных мотива, которые, собственно, и послужили отправной точкой для того, чтобы реализовать предложение о создании ОНФ»
Кроме российских участников к ОНФ присоединились общественные организации из Эстонии, Латвии, Молдавии, Белоруссии и Финляндии. Из примкнувших зарубежных соотечественников было сформировано международное крыло — «Интернациональная Россия» ОНФ.
После президентских выборов 2012 года Владимир Путин 18 октября уже в качестве главы государства провёл в Ново-Огарёве первую встречу с активом Общероссийского народного фронта. По его заявлению, изначально при создании ОНФ он исходил не столько из политических соображений, сколько руководствовался необходимостью создания широкой общественной коалиции. «Общероссийский народный фронт как раз в таковую и превратился», — подчеркнул он. На встрече с активом ОНФ президент обозначил главные задачи Движения, которые предстояло решать Общероссийскому народному фронту, — это контроль над исполнением указов и поручений главы государства, а также борьба с коррупцией. К тому времени в ряды ОНФ влились представители молодёжных, женских, профсоюзных организаций, в том числе Федерации независимых профсоюзов России, Союза пенсионеров России, Союза женщин России, профессиональных сообществ — Национальной медицинской палаты, организации автомобилистов «Убитые дороги», предпринимательского сообщества — Российского союза промышленников и предпринимателей, «Деловой России» и «Опоры России».
Учредительный съезд ОНФ прошёл в Москве в «Манеже» 11—12 июня 2013 года. Делегаты съезда приняли основные учредительные документы, в том числе Устав ОНФ, подчеркнувший его надпартийный характер и учредили Центральный штаб ОНФ. Также было закреплено официальное название общественного движения — «Народный фронт „За Россию“». В ходе заседания на съезде президент России Владимир Путин был избран лидером ОНФ. Выступая на учредительном съезде, он отметил:
Общероссийский народный фронт должен действительно стать широким общественным движением, чтобы у всех граждан страны была возможность ставить свои, народные задачи, добиваться их исполнения, сдвигать с места те вопросы, которые иногда тонут в бюрократическом болоте, напрямую вносить свои предложения, которые затем станут законами и государственными решениями. Нужно дать возможность людям использовать имеющиеся инструменты влияния на общественные процессы, искать новые инструменты, умело их применять. Нужно выдвигать новых людей, новых кандидатов, участвовать в выборах, выдвигать своих людей, востребованных для этих выборов. Но самое главное, чтобы эта работа была живой, она должна быть напрямую связана с людьми, с их интересами и с решением их проблем.
14 июня опубликованы устав и манифест движения «Народный фронт за Россию» Согласно уставным документам, участниками движения могут быть граждане РФ, достигшие 18 лет, соответствующие требованиям, предъявляемым к участникам общественных объединений действующим законодательством РФ, признающие Устав движения и выразившие поддержку целям движения. Участие и выход из ОНФ является добровольным.
4—5 декабря 2013 года состоялся «Форум действий», на котором было принято решение о создании пяти рабочих групп ОНФ: «Общество и власть: прямой диалог», «Образование и культура как основы национальной идентичности», «Качество повседневной жизни», «Честная и эффективная экономика» и «Социальная справедливость». Важной частью этого мероприятия стала встреча его участников с Владимиром Путиным, которому была предоставлена информация о контроле за исполнением «майских указов». Одним из важных решений по итогам первого «Форума действий» стало создание механизма учёта мнения ОНФ при снятии с контроля поручений главы государства.
В начале апреля 2014 года главой исполкома ОНФ был избран Алексей Анисимов, до этого работавший заместителем начальника Управления президента России по внутренней политике, где он отвечал за региональную политику и департамент социального мониторинга. К его компетенции относились и выборы всех уровней в субъектах России, а также кураторство «Народного фронта». После избрания Анисимов заявил, что одними из главных задач ОНФ он видит борьбу с коррупцией и контроль за деятельностью губернаторов.
10 апреля 2014 года состоялась вторая встреча Президента России и лидера ОНФ Владимира Путина с активом Движения. На ней представители региональных штабов Народного фронта рассказали главе государства о наиболее актуальных на их взгляд проблемах в жизни страны, а также обнародовали ряд предложений. «ОНФ, на мой взгляд, не только состоялся, но и стал существенным фактором общественной жизни. Мне очень приятно, что созданы отделения Общероссийского народного фронта практически во всех регионах Российской Федерации. ОНФ себя нашёл, занимается конкретными важными вопросами», — сказал по итогам встречи Владимир Путин. Он также подчеркнул важность выполнения «майских указов». «Поставленные задачи являются весьма сложными для исполнения», — заявил Президент России.
23—25 апреля 2014 года ОНФ организовал в Санкт-Петербурге первый медиафорум независимых региональных и местных СМИ «Правда и справедливость», куда были приглашены независимые журналисты со всех регионов России. Тогда же было принято решение о создании Фонда поддержки независимых региональных и местных средств массовой информации «Правда и справедливость» и Центра правовой поддержки журналистов.
С 10 по 20 августа ОНФ провёл в Крыму Международный молодёжный форум «Таврида». В преддверии открытия форума завершилась экспедиция Народного фронта «Россия-2014» из Владивостока в Севастополь, целью которой был мониторинг «майских указов» и поручений президента непосредственно на местах.
В 2014 году были окончательно сформированы региональные штабы и исполкомы Народного фронта во всех субъектах Российской Федерации, в том числе в Крыму и Севастополе. 17-18 ноября 2014 года состоялся второй «Форум действий» ОНФ, который подвёл итог работы за год.
11 марта 2015 года Центральный штаб ОНФ принял решение о создании Центра общественного мониторинга ОНФ по проблемам экологии и защиты леса. В состав нового проекта вошли эксперты, учёные, общественные деятели и специалисты экологической сферы, которые борются с бесхозяйственностью и коррупцией в лесной сфере, нелегальными вырубками и другими экологическими проблемами.
25-28 апреля 2015 г., в Санкт-Петербурге прошёл второй медиафорум ОНФ «Правда и справедливость». Центральные темы форума были посвящены обсуждению острых проблем жизни регионов и профессиональных вопросов развития независимой журналистики России. Продолжением работы по поддержке региональных СМИ стало проведение с 27 августа по 2 сентября 2015 года на Всероссийском молодёжном образовательном форуме «Таврида» в Крыму на Бакальской косе смены ОНФ для молодых журналистов региональных и местных средств массовой информации.
27 ноября 2015 года в резиденции Ново-Огарёво состоялась третья встреча актива ОНФ с президентом России Владимиром Путиным. По итогам мероприятия Генпрокуратуре, Счётной палате РФ и ФНС было поручено проверить эффективность расходования бюджетных средств рядом госкомпаний.

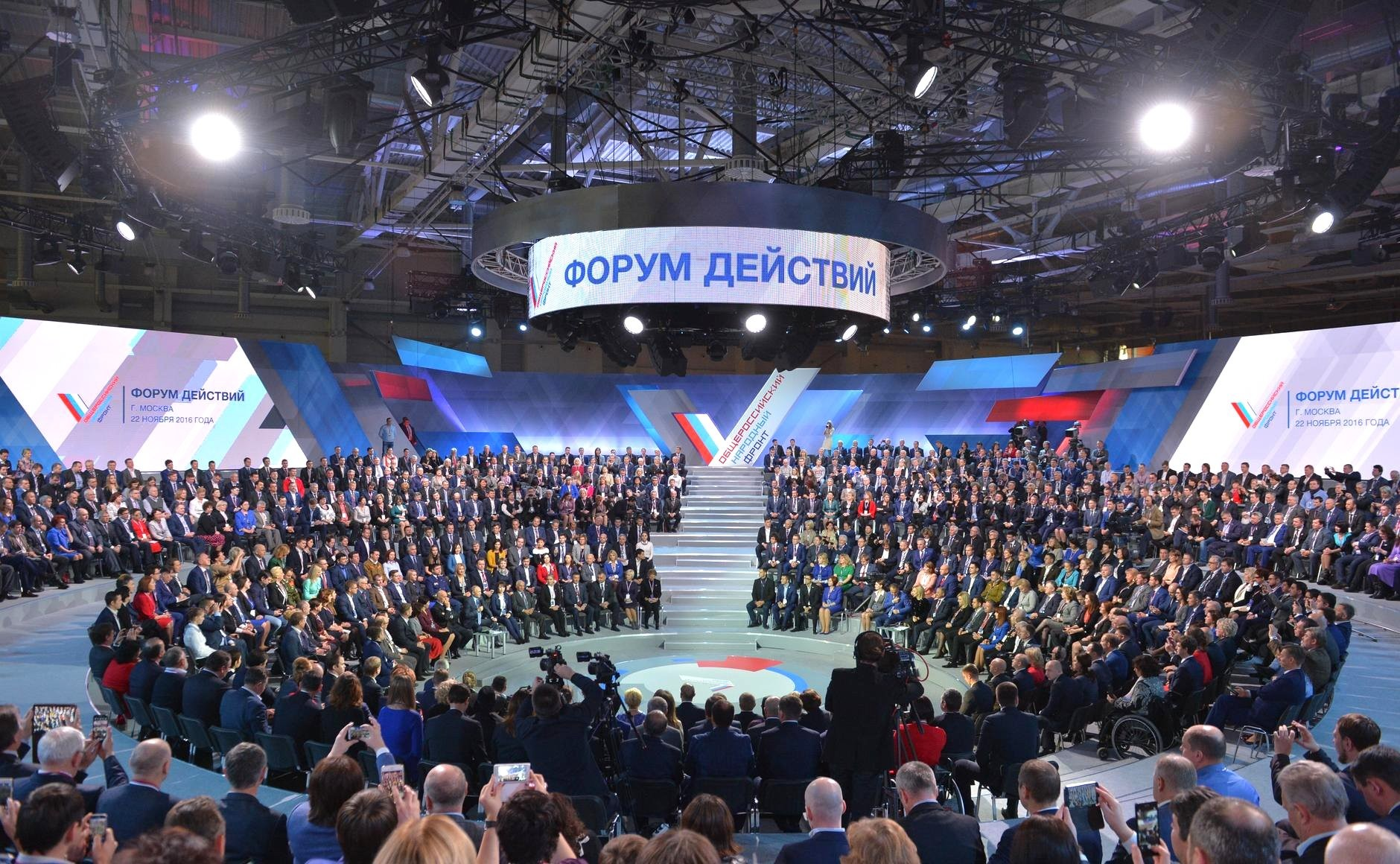
«Форум действий» 22 ноября 2016 года

25 февраля 2016 года в Иркутске прошла конференция ОНФ по проблемам экологии и защиты леса, в которой приняли участие более 300 человек: гражданские активисты, экологи, федеральные и региональные эксперты ОНФ по вопросам защиты леса из Сибири и с Дальнего Востока, представители профильных министерств и ведомств, региональных властей, журналисты. На пленарном заседании по итогам конференции были сформированы общественные предложения по решению проблем в сфере защиты леса в стране и экологии Байкальского региона.
В Санкт-Петербурге с 4 по 7 апреля 2016 года Общероссийский народный фронт провёл медиафорум независимых региональных и местных средств массовой информации «Правда и справедливость». В мероприятии приняли участие более 450 человек, среди которых: журналисты из всех регионов страны, блогеры, руководители федеральных СМИ, главы профильных министерств и ведомств.
24—25 апреля 2016 года в Йошкар-Оле состоялся «Форум Действий. Регионы». Участниками форума стали около 450 человек, в том числе активисты ОНФ из 21 региона Поволжья, Урала и Северо-Запада, а также федеральные и региональные эксперты Народного фронта, представители исполнительной власти, журналисты.
Представители ОНФ стали авторами блока об эффективности государственных решений предвыборной программы партия «Единая Россия» на парламентских выборах 2016 года.
По итогам выборов в Госдуму 18 сентября 2016 года, в Госдуму прошло около 80 членов ОНФ как по партийным спискам, так и через одномандатные округа. В новом созыве им досталось семь из 26 комитетов, 16 постов заместителей председателей комитета, и пост вице-спикера.
22 ноября 2016 года в Москве состоялся итоговый «Форум действий», посвящённый вопросам подведения итогов выборов в Государственную думу, а также работы движения за 3 года. По оценкам организаторов, в мероприятии приняло участие более 1000 человек, в том числе делегаты из всех регионов России, представители органов исполнительной власти и депутаты. На пленарном заседании форума выступил лидер ОНФ, президент РФ Владимир Путин.

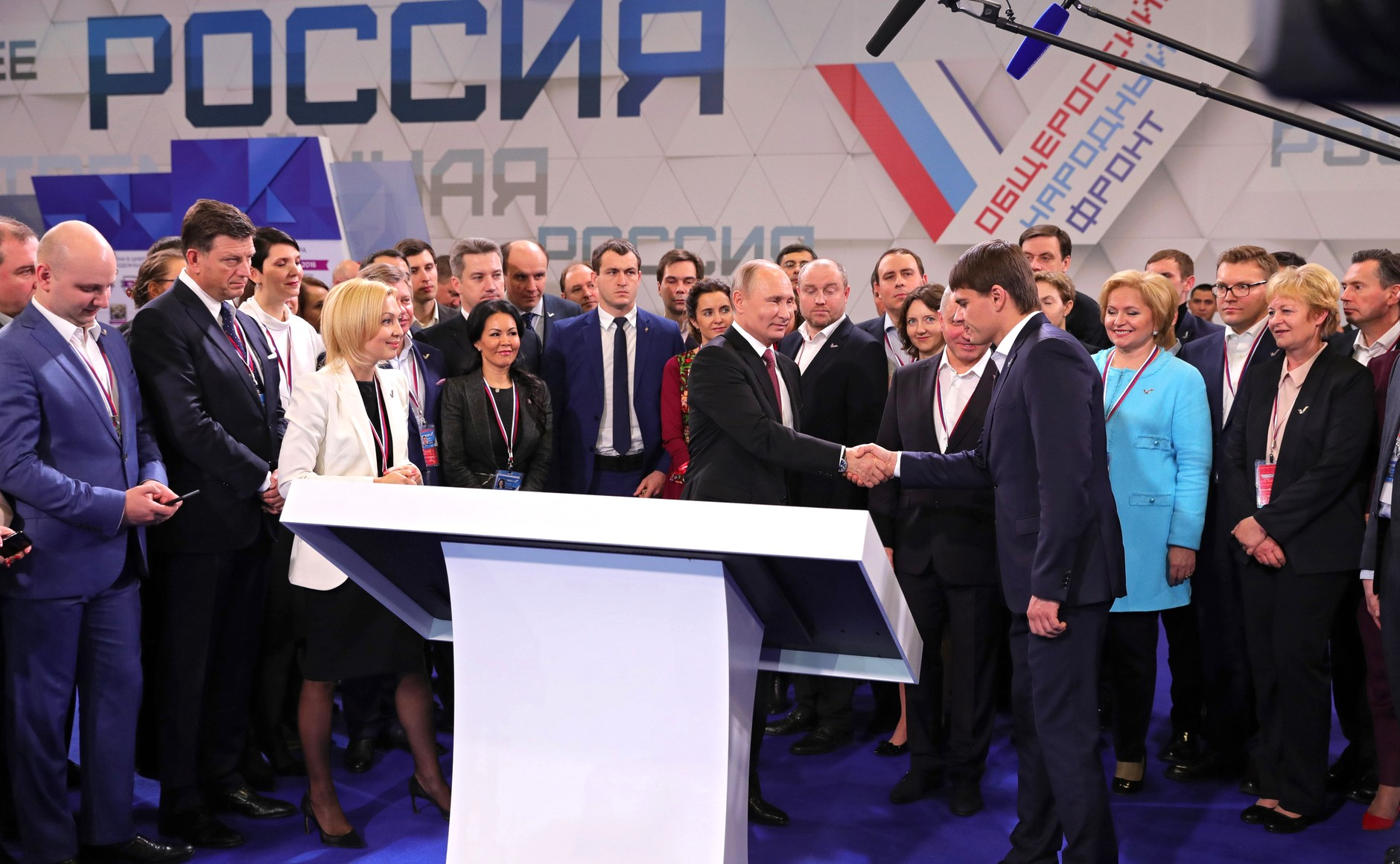
Президент России Владимир Путин на пленарном заседании ОНФ. 19 декабря 2017 года

Работа движения в 2017 году была сосредоточена на решении актуальных экологических вопросов. В течение года было проведено 4 Межрегиональных экологических конференции, которые прошли в Ростове-на-Дону (23 марта), Калининграде (18 мая), Кирове (29 июня) и Улан-Удэ (6 сентября). Помимо актива движения, в мероприятиях принимали участие экологи, федеральные и региональные чиновники, эксперты.
В Крыму на Бакальской косе 26—30 августа 2017 года прошла смена для молодых журналистов, которую организовал ОНФ на Всероссийском молодёжном образовательном форуме «Таврида». В работе смены приняли участие более 300 человек, среди которых журналисты, блогеры из всех регионов страны, главные редакторы СМИ и др. Каждый образовательный день смены для молодых региональных журналистов был посвящён одному из приоритетных проектов ОНФ.
30 августа 2017 года, в рамках лагеря «Таврида» в Крыму, ОНФ презентовал своё молодёжное направление — «Молодёжка ОНФ», руководителем которого стал Игорь Кастюкевич.
В январе 2018 года члены ОНФ приняли участие в сборе подписей в поддержку выдвижения Владимира Путина на президентских выборах. Тогда же более 300 представителей движения вошли в состав всех региональных предвыборных штабов Путина. Сопредседателями избирательных штабов в регионах были в том числе доверенные лица Владимира Путина из числа активистов и экспертов ОНФ
4 ноября 2018 года Путин поручил ОНФ обеспечить мониторинг хода выполнения указа президента «О национальных целях и стратегических задачах развития Российской Федерации на период до 2024 года», в том числе в части влияния на качество жизни граждан изменений, достигнутых в ходе реализации национальных проектов.

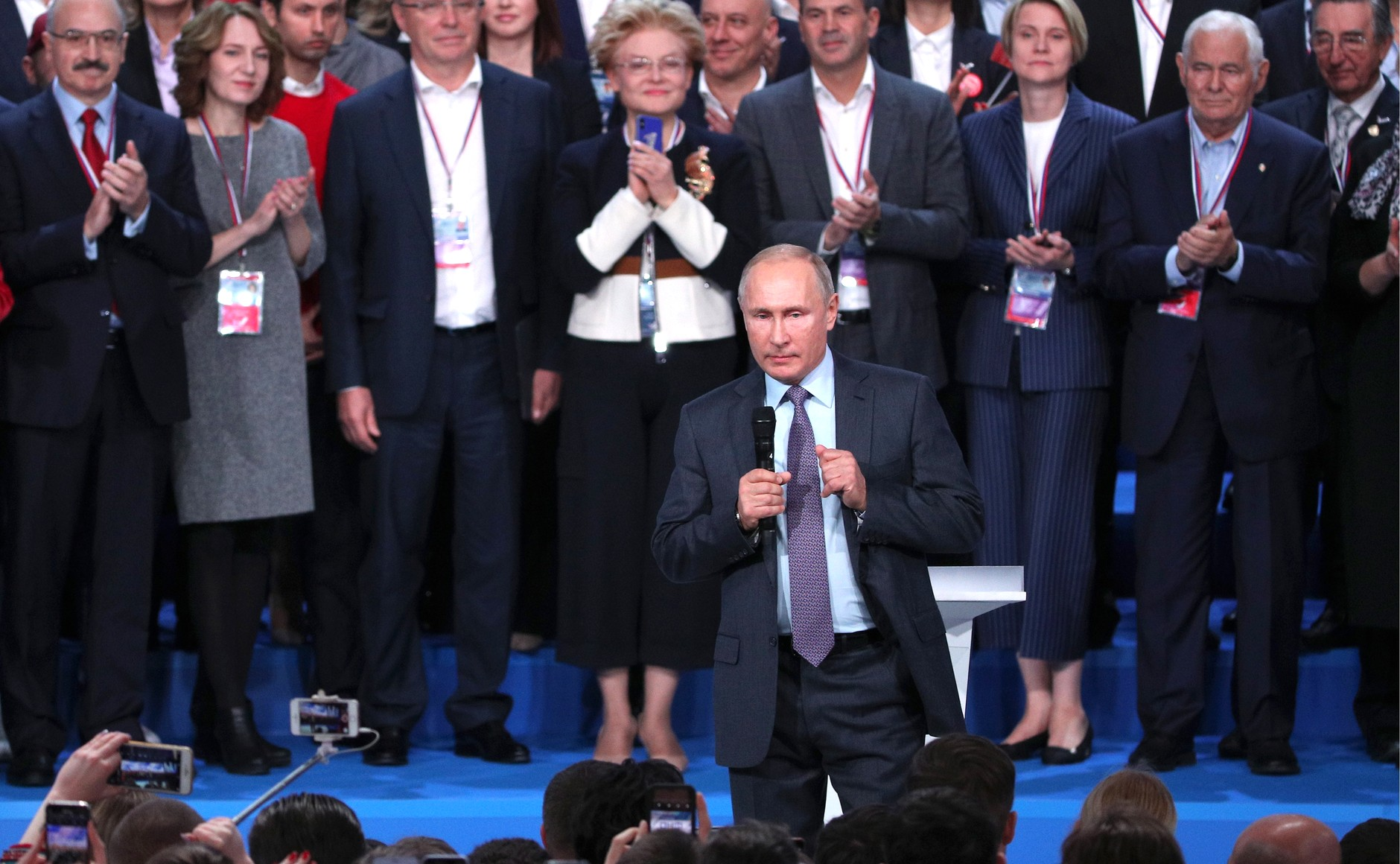
Встреча Владимира Путина с новым составом Центрального штаба ОНФ

Самым масштабным в истории ОНФ стало проведение в Москве 18—19 декабря 2018 года итогового Форума действий «Россия устремлённая в будущее». В общей сложности в мероприятии приняло участие более четырёх тысяч человек. Встречу с экспертами Народного фронта провёл президент России Владимир Путин.
17 декабря 2018 года на заседании Центрального штаба ОНФ Михаил Развожаев был утверждён в качестве руководителя Исполкома ОНФ. До назначения Развожаев занимал пост врио главы Хакасии.
10 января 2019 года ОНФ объявил о запуске сайта, где публикуется официальная информация о собранных пожертвованиях и их тратах на нужды пострадавших при взрыве бытового газа в доме № 164 на проспекте Карла Маркса в Магнитогорске 31 декабря.
14—16 мая 2019 года в Сочи прошёл медиафорум независимых региональных и местных средств массовой информации «Правда и справедливость». В его работе приняли участие более 500 человек, в том числа лауреаты конкурсов журналистских работ «Правда и справедливость» и «Аэропортам — имена великих соотечественников», журналисты, блогеры, главные редакторы и руководители федеральных СМИ. В рамках форума была открыта выставка, посвящённая проектам Народного фронта. Также была организована консультационная приёмная Центра правовой поддержки журналистов, эксперты которого презентовали обновлённый юридический справочник журналиста. В пленарном заседании форума принял участие Президент России Владимир Путин.
11 июля 2019 года Президент России Владимир Путин назначил руководителя Исполкома ОНФ Михаила Развожаева временно исполняющим обязанности губернатора Севастополя. 13 сентября 2019 года решением Центрального штаба ОНФ вице-губернатор и руководитель администрации губернатора Московской области Михаил Кузнецов был утверждён руководителем Исполкома Народного фронта.
18 марта 2020 года ОНФ в рамках волонтёрских штабов совместно с партнёрами запустил горячую линию по оказанию помощи пожилым и маломобильным гражданам. Горячая линия стала единым центром помощи, охватывающим несколько направлений деятельности: приём заявок на доставку продуктов, лекарств и оплату ЖКХ, приём обращений от медицинских работников, психологическая поддержка граждан, консультации по мерам поддержки семей с детьми, предоставлению кредитных каникул, разрешению трудовых споров и возвращению в Россию из-за границы.
С начала пандемии коронавируса в регионах России молодёжным крылом Народного фронта были созданы межнациональные группы быстрого реагирования, которые помогали медикам перепрофилировать больницы в инфекционные обсервации и отделения, доставляли средства индивидуальной защиты, принимали звонки в колл-центрах, доставляли пациентам на домашнем лечении лекарства от коронавируса, помогали пожилым и маломобильным гражданам.
В апреле 2020 года в Народном фронте была сформирована команда волонтёров #СвоихНеБросаем, которая совместно с Министерством иностранных дел, Министерством цифрового развития и авиакомпаниями помогала гражданам России попасть на эвакуационные рейсы. С начала работы проекта волонтёры помогли вернуться на родину более 1500 гражданам России из 60 стран, проконсультировали свыше 6,5 тысяч человек.
С 2020 года Народным фронтом реализуются проекты «МногоДарю» для помощи многодетным семьям с получением компьютеров и ноутбуков для обучения; #ПРО_НЕЕ для оказания поддержки мамам, воспитывающим детей с особенностями развития; «Взлётная полоса» для помощи в подготовке к поступлению в вузы детям, находящимся под опекой родственников, государства или приёмной семьи.
21 декабря 2021 года состоялся IV съезд Народного фронта. На нём был определён новый состав Центрального штаба, в который вошли 78 человек. Центральный штаб вновь назначил Михаила Кузнецова руководителем Исполкома Народного фронта.
В феврале 2022 года Народный фронт начал работу по оказанию помощи вынужденным переселенцам из Луганской и Донецкой народных республик. 19 февраля 2022 года в Ростове-на-Дону был организован объединённый штаб #МыВместе, координатором которого стал заместитель руководителя Исполкома Народного фронта по региональной работе Борис Подольный.
В 2022 году одним из основных направлений деятельности Народного фронта стала гуманитарная миссия в Донецкой и Луганской республиках, Запорожской и Херсонской областях. Вместе с организациями-партнёрами представители Народного фронта развернули 6 гуманитарных хабов, открыли 955 центров сбора гуманитарной помощи. Была создана система регулярного снабжения мирных жителей водой и хлебом. В рамках акции «Поезд помощи Донбассу» было доставлено более 2400 тонн гуманитарного груза из 60 регионов России. В июне 2022 года был запущен проект помощи защитникам Донбасса «Всё для победы!».
В июле 2022 года был создан проект «Народный ревизорро» с целью защиты прав детей на качественное питание в столовых школ и детских садов.
В 2022 году была учреждена премия «Команда Путина» («Putin Team»), которой награждаются люди, помогающие другим, в том числе с риском для жизни.
В ноябре 2022 года запущено интернет-вещание стрима «Народный фронт», в рамках которого в специальную студию, где работает колл-центр, может позвонить любой желающий и задать свой вопрос в прямом эфире.
В декабре 2022 года в Центральный штаб Народного фронта вошли 12 новых членов.

## Руководство
Структура руководства ОНФ включает в себя три составляющие:
- Исполком. Руководитель — Кузнецов Михаил Михайлович[90];
- Центральный штаб, который состоит из 89 членов, в том числе нескольких сопредседателей: Комиссарова Алексея Геннадиевича (генеральный директор АНО «Россия — страна возможностей», директор Высшей школы государственного управления РАНХиГС), Когогина Сергея Анатольевича (генеральный директор группы компаний «КАМАЗ»), Рошаля Леонида Михайловича (президент НИИ неотложной детской хирургии и травматологии, президент Союза медицинского сообщества «Национальная медицинская палата»), Цунаевой Елены Моисеевны (ответственный секретарь ООД «Поисковое движение России», сопредседатель центрального штаба Общероссийского общественного гражданско-патриотического движения «Бессмертный полк России») и Шмелёвой Елены Владимировны (руководитель образовательного центра «Сириус», член президиума Совета при президенте РФ по науке и образованию)[91];
- Центральная ревизионная комиссия. Состоит из 17 членов. Её возглавляет Карпов Анатолий Евгеньевич (депутат Государственной Думы РФ). Его заместителем является Школьник Александр Яковлевич (директор Центрального музея Великой Отечественной войны)[92].

## Устав
Согласно своему уставу, ОНФ является массовым общественным объединением, созданным по инициативе граждан, объединившихся в интересах реализации целей Движения. Деятельность Движения основывается на принципах добровольности, равноправия, самоуправления и законности.
Целями Движения в его уставе заявлены:
- содействие единению и взаимному доверию, сотрудничеству и гражданской солидарности во имя исторического успеха России, её свободы, процветания, благополучия и безопасности;
- превращение России в сильное, свободное, суверенное государство, являющееся лидером развития и центром притяжения для многих стран;
- создание современной и конкурентоспособной экономики новых отраслей и производств, развитие сельского хозяйства, создание новых рабочих мест и возможностей для индивидуального предпринимательства;
- поощрение демографического роста и заботы о детях, поддержка семейных ценностей;
- сохранение многонационального российского народа;
- развитие образования, здравоохранения, науки и культуры;
- забота об окружающей среде;
- развитие ценностей любви и уважения к своей стране, справедливости, взаимоуважения и гражданской солидарности;
- поддержка и обеспечение прямого и постоянного диалога между гражданами и президентом страны, общественного мониторинга и гражданского контроля исполнения законов, президентских инициатив и иных приоритетных государственных решений и программ;
- вовлечение граждан, организаций и институтов гражданского общества в постоянную совместную работу по определению приоритетов развития России, содействие расширению возможностей народовластия, реальному участию всех активных и неравнодушных граждан в выработке решений органов государственной власти и органов местного самоуправления;
- укрепление социального партнёрства и гражданской взаимопомощи, поддержка общественной самоорганизации, социального творчества, добровольчества, иных созидательных гражданских инициатив по решению важнейших вопросов развития России.

## Тематические площадки
В июне 2018 года в ОНФ были созданы «тематические площадки», главной целью которых является контроль за выполнением задач, обозначенных в указе президента РФ от 7 мая 2018 г. «О национальных целях и стратегических задачах развития Российской Федерации на период до 2024 года». Всего существует 12 «тематических площадок»:
- здравоохранение
- демография
- жильё и городская среда
- безопасные качественные дороги
- цифровая экономика
- малое и среднее предпринимательство и поддержка индивидуальной предпринимательской инициативы
- производительность труда и поддержка занятости
- международная кооперация и экспорт
- образование
- наука
- культура
- экология

## Проекты ОНФ
В рамках Общероссийского народного фронта реализуется ряд проектов:
- Народная карта тыла и фронта посвящён сохранению исторической памяти, увековечению подвига Героев войны и патриотическому воспитанию молодёжи, детей и юношества Координатор — Цунаева Е. М., ответственный секретарь ООД «Поисковое движение России»[97][98].
- Равные возможности — детям создан с целью обеспечить каждого ребёнка возможностью бесплатно посещать кружок или секцию по выбору семьи. Координатор — Духанина Л. Н., депутат Государственной Думы РФ[99][100].
- Центр мониторинга благоустройства городской среды работает в рамках правительственного проекта «Формирование комфортной городской среды». Призван выработать механизм учёта мнений граждан при благоустройстве городской среды и дворовых территорий. Координаторы — Калинина С. В. и Жбанов П. А.[101]
- Поиск создан с целью налаживания координации государственных структур с волонтёрами, занимающимися поиском пропавших людей. Координатор — Сергеев Г. Б., председатель поискового отряда «Лиза Алерт»[102].
- Время рожать призван содействовать реализации прав семей с детьми на меры государственной поддержки. Координатор — Буцкая Т. В.[103]
- Экозабота создан с целью внедрения системы раздельного накопления, сбора и утилизации отработанных батареек и повышения экологической грамотности граждан России. Координатор — Коган А. Б.[104][105]
- Народный фермер ведётся с целью анализа проблем фермеров в современной России, оказанию им помощи и популяризации предпринимательства в сфере сельского хозяйства. Координатор — Сирота О. А.[106]
- Школы большой страны создан для обмена опытом между руководителями российских школ. Координатор — Шмелёва Е. В., член президиума Совета при президенте РФ по науке и образованию[107].
- Добровольцы культуры реализует меры поддержки инициативы в сфере сохранения культурного наследия и популяризации волонтёрского движения. Координатор — Захар Прилепин[108].
- За доступную и качественную медицину в первичном звене призван содействовать доступности медицинской помощи по всей России, даже в самых удалённых населённых пунктах страны. Координатор — Рошаль Л. М., президент НИИ неотложной детской хирургии и травматологии[109].
- Наши победы создан для координации усилий по оказанию помощи ветеранам Великой Отечественной войны и проведения конкурса «Наши победы». Координатор — Амельченкова О. Н., председатель Центрального штаба Всероссийского общественного движения «Волонтёры Победы»[110].
- Село. Территория развития занимается анализом реализации национальных проектов на сельских территориях и формированием новых подходов к развитию села. Координатор — Оглоблина О. В. председатель Общероссийской молодёжной общественной организации «Российский союз сельской молодёжи»[111].
- Бюро расследований координирует усилия 14 000 активистов ОНФ, занимающихся занимающихся борьбой с коррупцией, расточительством и неэффективным использованием бюджетных средств. Координатор — Гетта А. А., депутат Государственной Думы РФ[112].
- Карта убитых дорог призван способствовать учёту мнений граждан при ремонте дорог и устранению дорожных дефектов, влияющих на аварийность. Координатор — Васильев А. Н., депутат Государственной Думы РФ[113].
- Центр правовой поддержки журналистов занимается оказанием юридической и иной помощи журналистам, пишущим о коррупции и иных проблемах в России. Координатор — Костенко Н. В., депутат Государственной Думы РФ[114].

## Численность ОНФ
По состоянию на июнь 2018 года, Общероссийский народный фронт включал в себя:
- Эксперты — около 20 тысяч человек.
- Активисты — около 100 тысяч человек.

## Финансирование
В ходе учредительного съезда ОНФ было объявлено, что финансирование движения будет осуществляться за счёт пожертвований его участников и структур, которые готовы будут его поддержать. При этом региональные отделения не смогут воспользоваться местными источниками и будут финансироваться централизованно.
По подсчётам РБК, в 2015 году организация потратила на свою деятельность не меньше 455,3 млн рублей: в сумму вошли траты на зарплаты сотрудников, аренду помещений и проведение массовых мероприятий, но не учитывались командировочные расходы, эксплуатация зданий, региональные мероприятия, премии и расходы на пиар. Представитель ОНФ заявил журналистам, что такие подсчёты «не соответствуют действительности». Официальную финансовую отчётность движение не публикует, а также отказалось предоставить её по запросу РБК (в Министерстве юстиции РФ объяснили, что движение не обязано это делать).
Деньги на свою деятельность, по словам его представителя, Фронт получает от «жертвователей» из числа коммерческих, общественных, негосударственных организаций, а зарубежного финансирования не имеет. При этом около 300 млн рублей в 2015 году получили в виде президентских грантов десятки НКО, задействованных в деятельности ОНФ. По некоторым данным, движение напрямую финансируется из администрации президента РФ. Например, о государственном финансировании Общероссийского народного фронта говорил Михаил Шмаков, лидер Федерации независимых профсоюзов России и член центрального штаба этого движения. До регистрации ОНФ финансовую помощь фронту оказывал близкий Кремлю фонд «Институт социально-экономических и политических исследований».
Комментируя расследование РБК, сопредседатель Центрального штаба ОНФ Александр Бречалов заявил, что все представленные расчёты далеки от реальности. Однако раскрывать расходы движения он отказался, подчеркнув, что фронт не нарушает ни один из законов и подаёт всю финансовую отчётность в соответствующие государственные органы контроля.

## Оценки и мнения
Врач Леонид Рошаль так объяснил своё вступление в ОНФ: «Решение участвовать в ОНФ не только моё личное, это решение Национальной медицинской палаты. Мы провели опрос, и большинство членов палаты сказали „Да, это полезно“… Сегодняшнее заседание это подтвердило. Когда можно без оглядки руководству страны говорить о болевых точках и поднимать конкретные вопросы, начиная от дорог, заканчивая зарплатами — это очень хорошо, это даёт возможность внести в предвыборную программу такие пункты, которые сделают здравоохранение страны лучше».
Партии-оппоненты «Единой России» ЛДПР, Яблоко и КПРФ выразили скепсис в отношении идеи Владимира Путина, расценивая её как предвыборный шаг к выборам в Думу 4 декабря 2011 года, президентским 2012 года.
Как заявил 7 мая в интервью Интерфаксу директор Международного института политической экспертизы Евгений Минченко, «основной посыл тех предложений, с которыми выступил в Волгограде премьер-министр, состоит в том, что эта широкая общественная коалиция во главе с В. Путиным и будет решать, кому идти в президенты».
Как писал журнал Foreign Policy (США), «этот шаг — очевидная реакция на падение популярности „Единой России“, которое показывают как опросы, так и плачевные результаты мартовских региональных выборов» и поэтому фактически это смена названия «Единой России» или, говоря современным языком, — ребрендинг партии «Единая Россия».
Президент РФ Д. А. Медведев высказался 12 мая 2011 года о Фронте:
Я понимаю мотивы партии, которая хочет сохранить своё влияние в стране, создание такого альянса укладывается в рамки действующего законодательства и объяснимо с точки зрения избирательных технологий
Политолог Станислав Белковский считает ОНФ ремейком движения «За Путина!» 2007 года. Цель — снова обеспечить «Единой России» большинство в Думе, перенеся фокус внимания с менее популярного бренда «Единой России» на более популярный бренд «Путин».
По мнению Юлии Кожиной, протесты в России в 2011—2012 гг. показали неспособность «Единой России» институализировать и освоить содержание протестных выступлений; ответ на требования общества был дан не партией, а лично Путиным в серии предвыборных статей 2012 года. Осознав падение статуса «Единой России», власть приняла решение о создании «Общенародного фронта», как «испытанной формы единства партии и народа».
Политолог Борис Кагарлицкий полагает, что ОНФ создаётся властями от безысходности, и в скором времени об этой инициативе забудут. «Просто власти осознают, что ситуация ухудшается, но не представляют, что делать. Бывает такая ситуация в шахматах, называется цейтнот (см. цугцванг). Когда шахматист совершенно не знает, куда походить, но не ходить не может. Вот сейчас то же самое», — считает он.
Политолог Борис Макаренко полагает, что народного фронта в реальности не существует, что это лишь виртуальная конструкция, призванная помочь провести кадровую чистку.
Заместитель декана факультета прикладной политологии НИУ ВШЭ Леонид Поляков так оценил деятельность ОНФ: «Народный фронт доказал, что является важным общественным институтом. Несмотря на то, что в каждом регионе существует своя специфика, ОНФ избрал совершенно правильную стратегию работы в медийном формате и активно проводит ключевые форумы на местах с участием лидера Фронта Владимира Путина».
Политолог Дмитрий Гусев в июне 2018 года отмечал, что «ОНФ успешно справился с функцией мониторинга за реализацией инициатив президента благодаря самым разным проектам». По мнению политолога Игоря Минтусова, «с помощью ОНФ президент хотел расширить социальную базу граждан, которые готовы принимать активное участие в социально-политических процессах в стране». «ОНФ — это глоток свежего воздуха в России».
Заведующий кафедрой политических наук тамбовского филиала РАНХиГС, профессор Игорь Санжаревский подчеркнул устойчивость позиции ОНФ на сегодняшний момент. Он заявил, что большое количество лидеров общественного мнения входит в ряды Народного фронта.
Политолог Константин Глушенок считает, что Общероссийский народный фронт сможет обеспечить эффективный контроль за действиями власти.

## Санкции
25 февраля 2023 года, на фоне вторжения России на Украину, Общероссийский народный фронт включён в санкционный список стран Евросоюза:

ОНФ владеет правами на товарный знак символа "Z", который используется для демонстрации поддержки агрессивной войны против Украины и  Вооружённых сил РФ. Члены ОНФ  ответственны за организацию нескольких публичных митингов в поддержку агрессии против Украины...— «Официальный журнал Европейского союза», Брюссель, 25 февраля 2023 года
Также под санкции Евросоюза попали 6 лиц связанных с Общероссийским народным фронтом: Михаил Кузнецов, Елена Шмелёва, Алексей Комиссаров, Сергей Горбунов, Леонид Рошаль и Юлия Белехова.
26 февраля 2023 года движение было включено в санкционный список Украины так как «движение активно поддерживает политику президента России В.Путина о захвате Украины». 2 марта 2023 года движение попало под санкции Швейцарии
19 мая 2023 года ОНФ был внесён в санкционный список Канады против «организаций причастных к продолжающимся нарушениям Россией прав человека, в том числе в связи с передачей и опекой украинских детей в России».